# Cidaridea
Super-famille
Les Cidaridea constituent une super-famille d'oursins de l'ordre des Cidaroida.

## Caractéristiques
Ce sont des oursins réguliers : le test (coquille) est plus ou moins sphérique, protégé par des radioles (piquants), l'ensemble suivant une symétrie pentaradiaire (centrale d'ordre 5) reliant la bouche (péristome) située au centre de la face orale (inférieure) à l'anus (périprocte) situé à l'apex aboral (pôle supérieur). 

Ces oursins partagent tous les caractéristiques des Cidaroida, mais cette super-famille se caractérise en plus par les spécificités suivantes : 
- Les radioles secondaires sont aplaties en forme de courtes spatules ;
- les plaques interambulacraires sont densément granulées ;
- les tubercules primaires ne sont pas crénulées, ou seulement de manière presque imperceptible[1].

Ces oursins peuplent les fonds marins de tous les bassins océaniques depuis le Trias supérieur.

## Taxinomie
Selon World Register of Marine Species (19 novembre 2013) : 
- famille Cidaridae Gray, 1825
- famille Ctenocidaridae Mortensen, 1928a
- famille Paurocidaridae Vadet, 1999a †

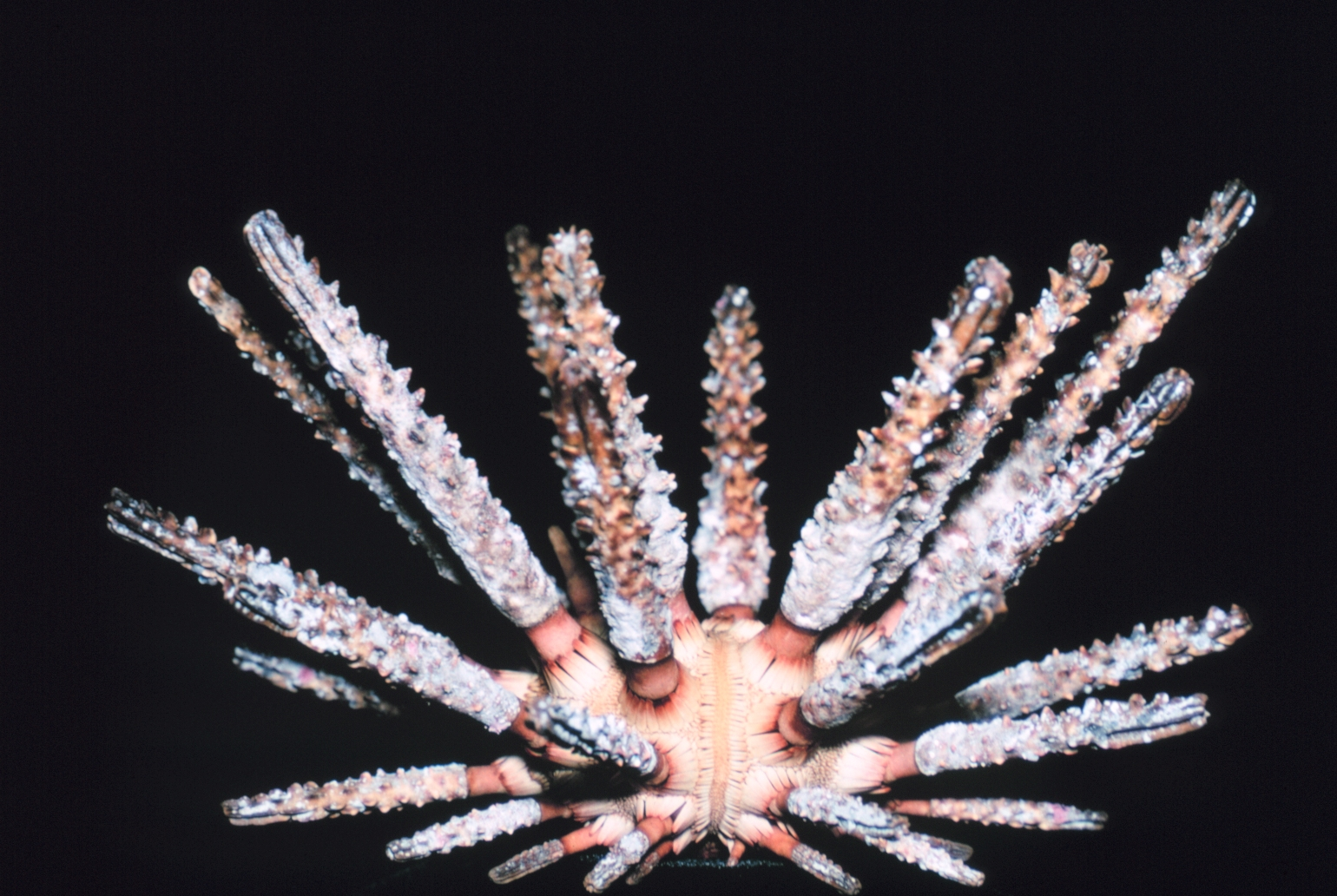
Chondrocidaris gigantea.
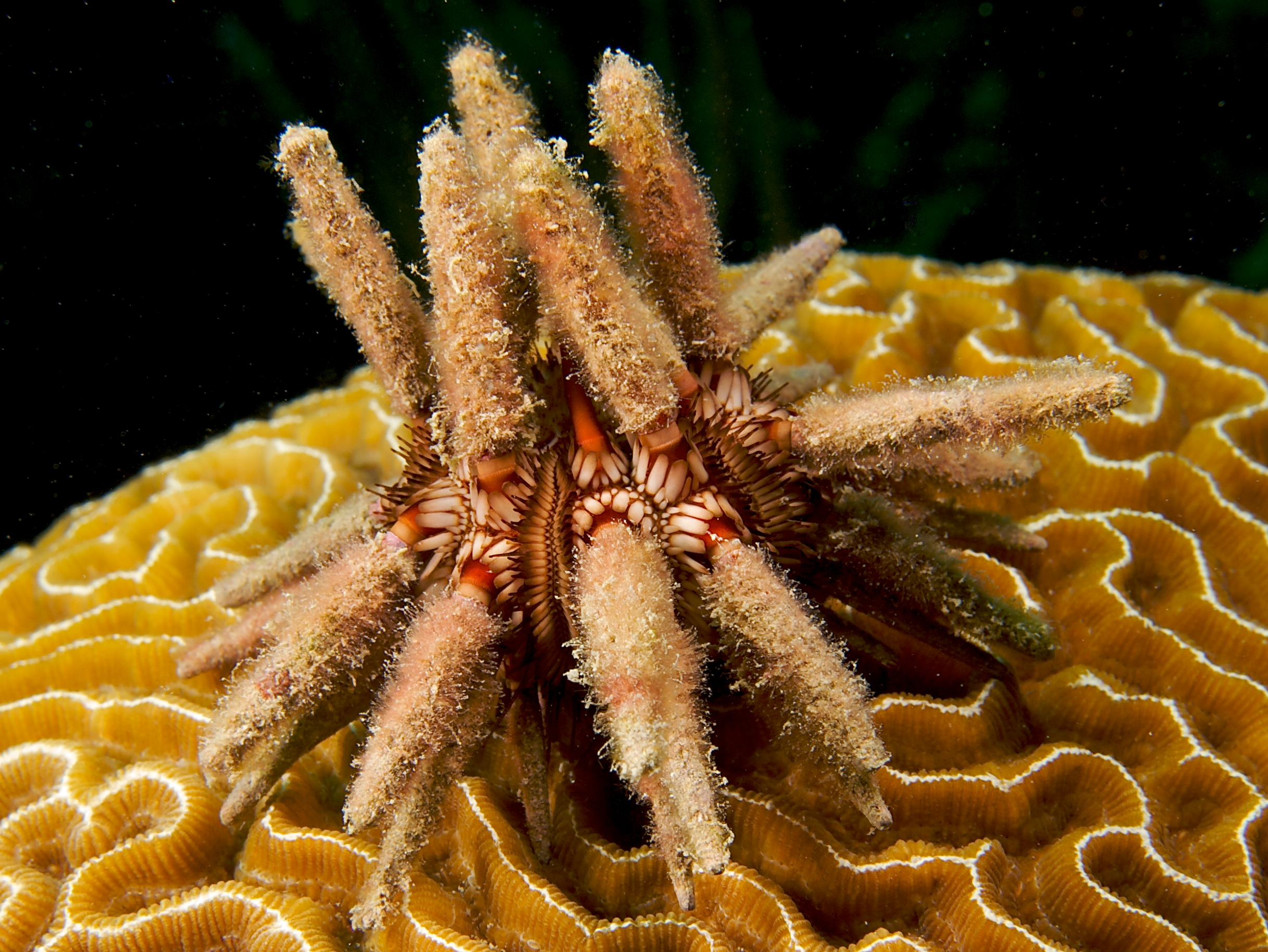
Eucidaris tribuloides (« oursin-lance antillais »).
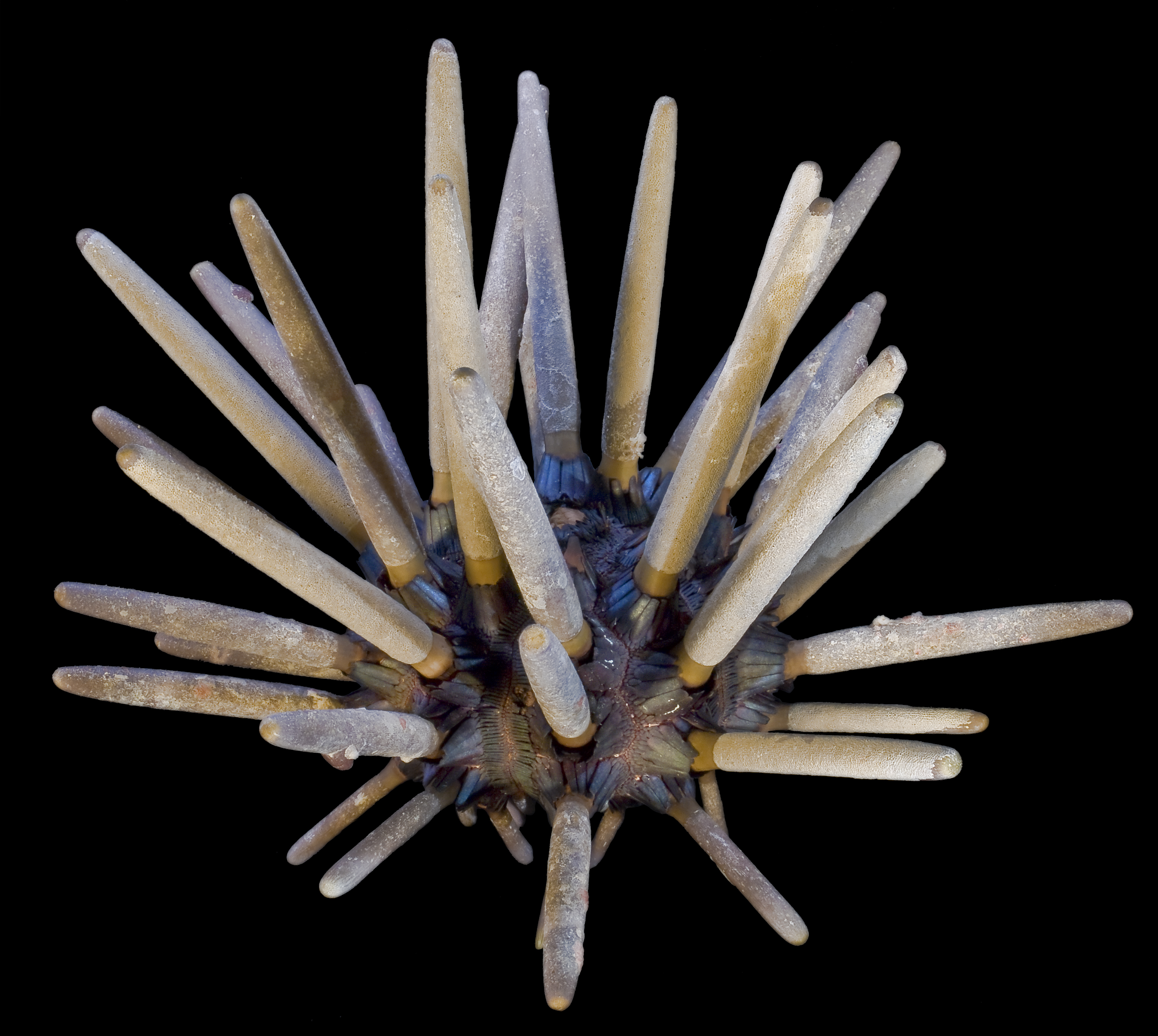
Phyllacanthus imperialis.
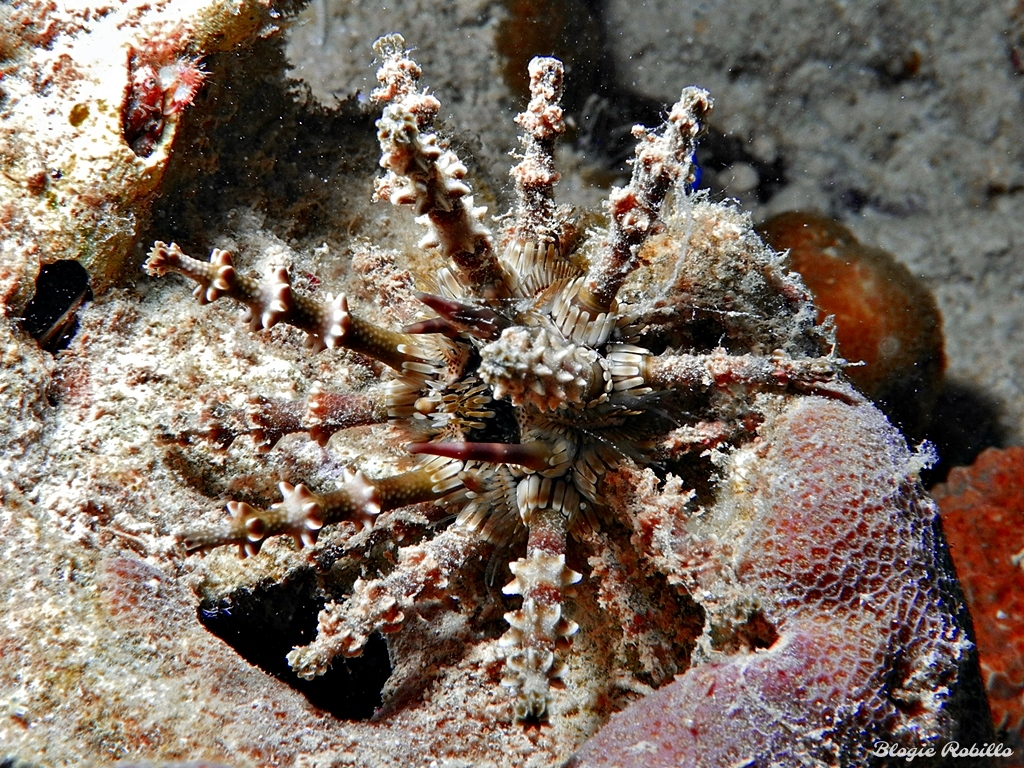
Plococidaris verticillata.
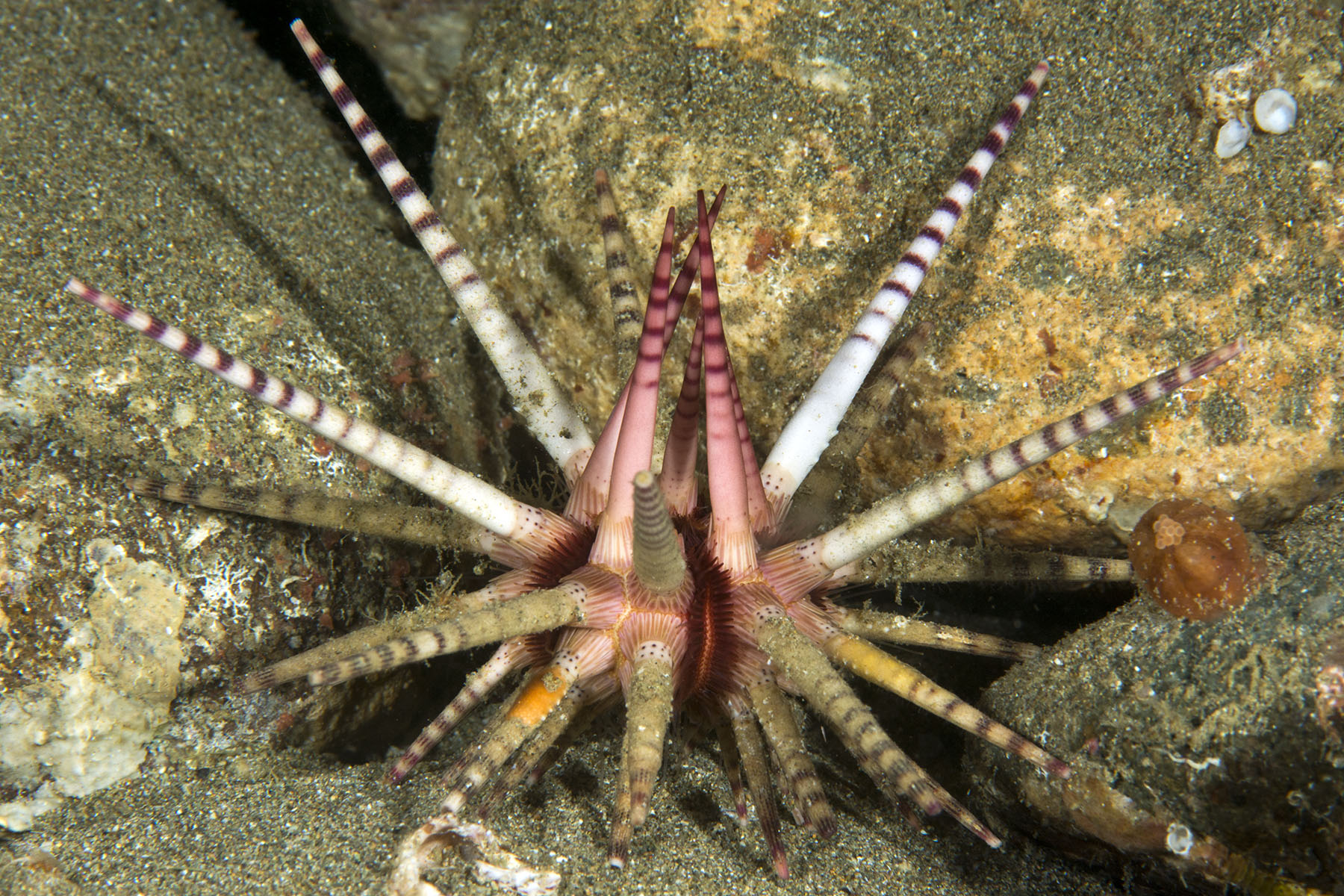
Prionocidaris baculosa.
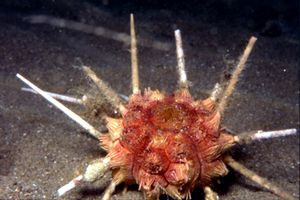
Stylocidaris affinis.